# منطقه تاریخی شرق بوستون–آردن پارک
منطقه تاریخی شرق بوستون - آردن پارک (انگلیسی: Arden Park–East Boston Historic District)در همسایگی شهر دیترویت میشیگان واقع است و در محدوده خیابان وودوارد از غرب و بلوار شرق بوستون در شمال و خیابان اوکلند از شرق و در جنوب محدود به بلوار آردن پارک است؛ که منطبق است با منطقه تاریخی بزرگتر بوستون ادیسون.